# 靈光守護者
《靈光守護者》是一款由Monolith Soft开发并由任天堂发行在任天堂DS平台上的动作角色扮演游戏，於2008年2月28日在日本地区發售。
本作於2007年10月首次發佈，是Monolith Soft第一款獨自開發的掌機遊戲，也是被任天堂收購後發佈的第一款遊戲。

## 基本操作
在網上被評為DS上自創元素最多的動作角色扮演遊戲，地圖2D而角色3D，幾乎確定會系列化。遊戲當包括了「單人模式」及「多人模式」，雙方都是以故事內容作為主線，由操作角色(或母機)帶領隊伍進行遊戲。
- 遊戲開始時會讓玩家選擇操作角色、職業及相應武器，角色及職業在遊戲開始後無法更換。
- 戰鬥場面每次只容許三人(玩家及兩名COM。聯機為母機一人，及子機最多二人，容許相同角色)，在地圖上戰鬥、收集寶物及完成任務，除了主線外，支線BOSS數量不少。
- 可以在劇情事件以外隨時存檔，但讀檔時只會回到戰艦，可利用傳送點到達其他有傳送點的地方。
- 一週目通關後可得到更多隱藏要素，包括了新地圖及任務。

### 職業
遊戲中一共有六種職業，分別為：
- 戰士--有最高HP的攻擊型職業。擅長單手劍、雙手劍、雙劍。能夠學到“鬥志”系的技能。拥有全游戏最强大的被动以及最全面的天赋。适合新手接触游戏使用。
- 聖騎士-攻守兼具的職業，拥有法师派系。用單手劍盾和槍矛。能夠學到“聖魔法”、“聖支援魔法”系的技能。拥有全游戏最全面的各类主动BUFF技能，适合组队，同时也是全游戏最全面的法师。
- 黑騎士--能削減自己的HP進行強力的攻擊或者回復。使用雙手劍和槍矛，能學到“暗黑魔法”、“暗黑秘術”系的技能。特色在于各类削弱，传导死亡，反射伤害的BUFF，伤害低于战士，但是比起战士更加全面一些。
- 獵人--遠程攻擊系，擅長箭或槍。能學到“陷阱”及“生存”系的技能。特色在于限制BOSS的行动，譬如减缓速度，发动技能速度等，同时拥有传导技能，在刷小怪多的图里面是首选。
- 忍者--近戰連擊能手，使用格鬥武器、雙劍、雙手棍。能學到“暗殺”系的技能。亮点在于女拳忍的过高伤害，双刀有高爆发但是十分难上手，棍忍偏向削弱，输出不足，拳忍是最佳选择，单次最高伤害属于女拳忍。
- 靈光師--魔法師。使用法杖進行戰鬥，能學到“火魔法”、“水魔法”、“風魔法”、“土魔法”系的技能。相比法系圣骑，更注重单次技能输出和控场，常态的输出技能恢复优势，主动BUFF种类等均不如法圣骑，比较要求地形。

### 戰鬥系統
- 遊戲開始會得到一連串的戰鬥指導，及後可更換隨隊角色，也可以選擇他們的行動摸式，但無法更換隨隊角色的裝備。
- 玩家可以自定義DS上XYAB作不同的攻擊，而道具亦可以以同樣方式登錄。
- 用start打開主選單，但無法停止敵人攻擊，在打開主選單後受到攻擊時會有提示；按select可以放大場景，有五種放大比例，玩家進行近距離攻擊時會自動放至最大。
- 當玩家操作角色被打倒後，無論其他角色是否還健在，也會在按A後強制回到城市，失去一部份的經驗值。在被打倒的地方會出現墓碑，「掃墓(玩家術語，指在墓前按A)」後能取回失去的經驗值。值得一提是，無論是被打倒或是主動離開場景，只要不重新讀檔，敵人(包括BOSS)被扣的HP亦不會回復。
- 在提升等級或完成某些任務後，會得到AP或CP。CP為角色的基本能力點，可以自行選擇提升攻擊、防禦、體力等能力，用完無法回復；AP為職業技能點，按玩家的喜好升級或降低不同的技能能力，角色每過十等級就會開放另一層次的職業技能使用，最多R4(四層次)。
- 此作亦加上了「BREAK」系統，當攻擊到一定程度(頭上出現三個感嘆號)，我方或敵方就會被打飛，出現BREAK的情況，在空中停留一段短時間，防禦力亦會降低。而在被打飛之前一刻攻擊對方，對方就會出現「S.BREAK」，停留時間比「BREAK」長，防禦力亦更低。
- 道具及某些魔法無法連續使用，需要等一定時間才能重新使用。

## 世界觀及簡介
一種名為「靈光(ソーマ)」的神奇力量，掌握了世界的科技及日常生活。在最近的幾年，出現了一些名為「比基塔」(visitor=來訪者)的謎之生命體，破壞了靈光的平衡性。某天，負責觀察靈光的非政府機構法爾茲福，偵察出巴爾內亞大陸南部出現了異常，派出了由艾恩薩茲率領的第七中隊前往當地調查。

### 操作角色
- ヴェルト(Welt) --法爾茲福第七中隊的新成員，天生樂觀，正義感也很強，對靈光有很強的感應力。
- アインザッツ(Einsatz)--法爾茲福第七中隊的領隊，職級為大尉，對隊員嚴厲的同時也很溫柔，因此很受下屬歡迎。
- ジャディス(Jadis) --法爾茲福第七中隊的副隊長，非常率直而且勇往直前。
- ミラーズ(Millers) --像男人婆的格鬥家隊員，事實上非常關心同伴。
- カデンツァ(Cadenza) --性格溫柔，頭腦靈活，照顧新人威爾特及艾迪雅的同時，又是美蕾茲及霍爾德吵鬧時的調停者。
- フォルテ(Forte) --與美蕾茲及卡登士同期加入爾茲福的女孩子，像在隊伍中是平衡壓力的角色，對靈光流動很敏感。
- グラナーダ(Granada) --少說話的精英，非常相信自己。
- イデア(Idea) --突然出現在繭之中的神秘少女，除了自己的名字外就什麼也記不起來。

## 外部連結
- （日語）官方网站 （页面存档备份，存于）
- （日語）Creator's Voice - 開發者對談